# Cychrowska Wola
Cychrowska Wola – wieś sołecka w Polsce położona w województwie mazowieckim, w powiecie kozienickim, w gminie Grabów nad Pilicą.
Nazwę wsi początkowo stanowiła "Wola" (notowana w 1576), później z przymiotnikiem Cychrowska (notowana od 1783), który pozwalał na odróżnienie jej od innych miejscowości o nazwie Wola, a został utworzony od nazwy pobliskiej wsi Cychry.
Wieś szlachecka Wola Cychrowska położona była w drugiej połowie XVI wieku w powiecie wareckim  ziemi czerskiej województwa mazowieckiego. W latach 1975–1998 miejscowość administracyjnie należała do województwa radomskiego.
Urodził się tu Henryk Petryka – sierżant podchorąży Armii Krajowej, podczas powstania warszawskiego w III drużynie II plutonu „Alek” kompanii „Rudy” batalionu „Zośka”.
Wierni kościoła rzymskokatolickiego należą do parafii Świętej Trójcy w Grabowie nad Pilicą.